# 梅坪站
梅坪站（日语：／ Umetsubo eki */?）是一個位於日本愛知縣豐田市梅坪町七丁目125番地，屬於名古屋鐵道三河線與豐田線的鐵路車站。車站編號是MY08。

## 車站構造
島式月台1面2線的高架車站。
| 月台 | 路線           | 方向 | 目的地                   | 備註                 |
| ---- | -------------- | ---- | ------------------------ | -------------------- |
| 1    | 三河線（山線） | 下行 | 往猿投                   |                      |
| 1    | 豐田線         | -    | 地下鐵伏見、上小田井方向 |                      |
| 2    | 三河線（山線） | 上行 | 豐田市、知立方向         | 包括豐田線開抵的列車 |

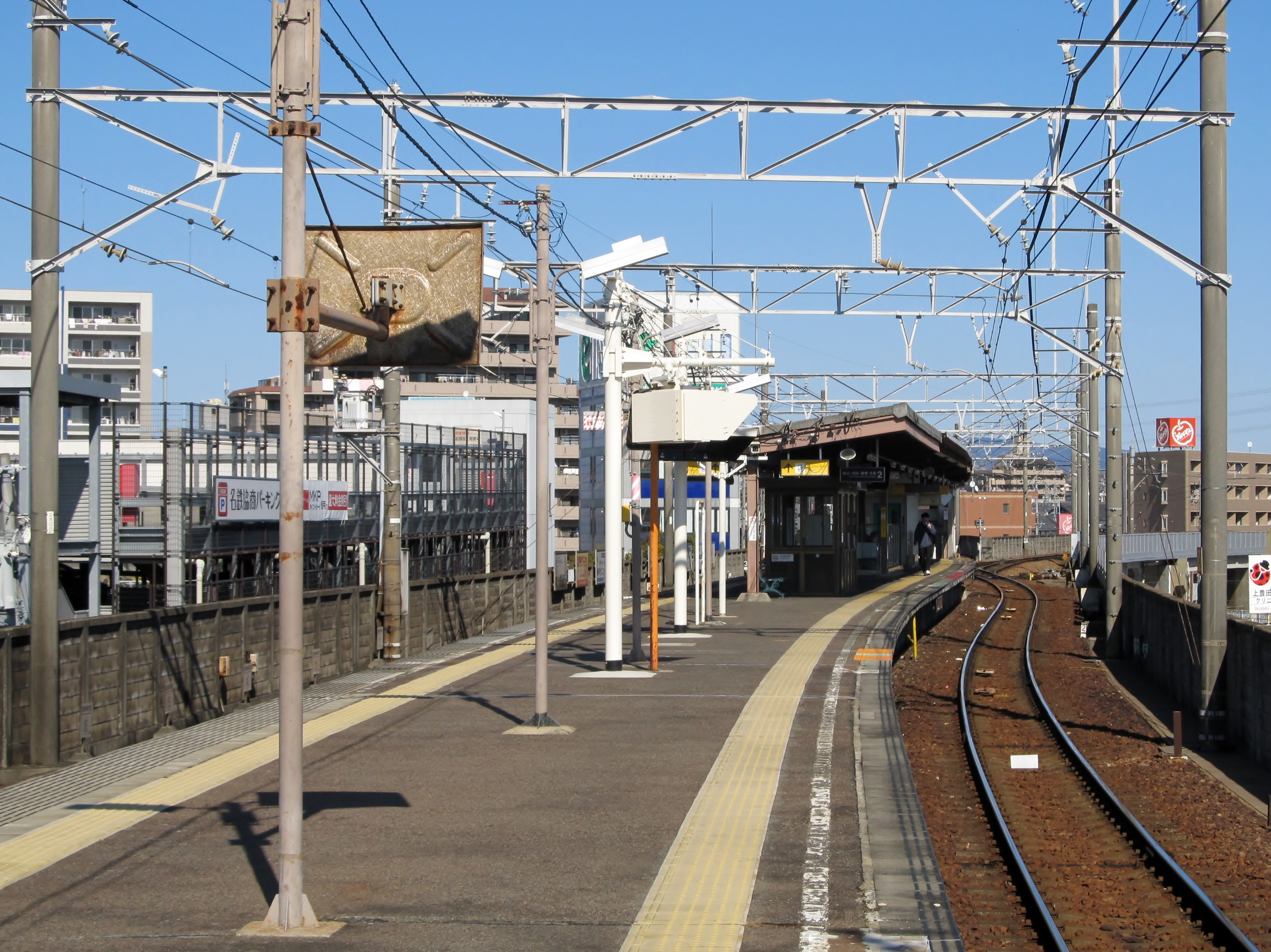
月台（2024年2月）
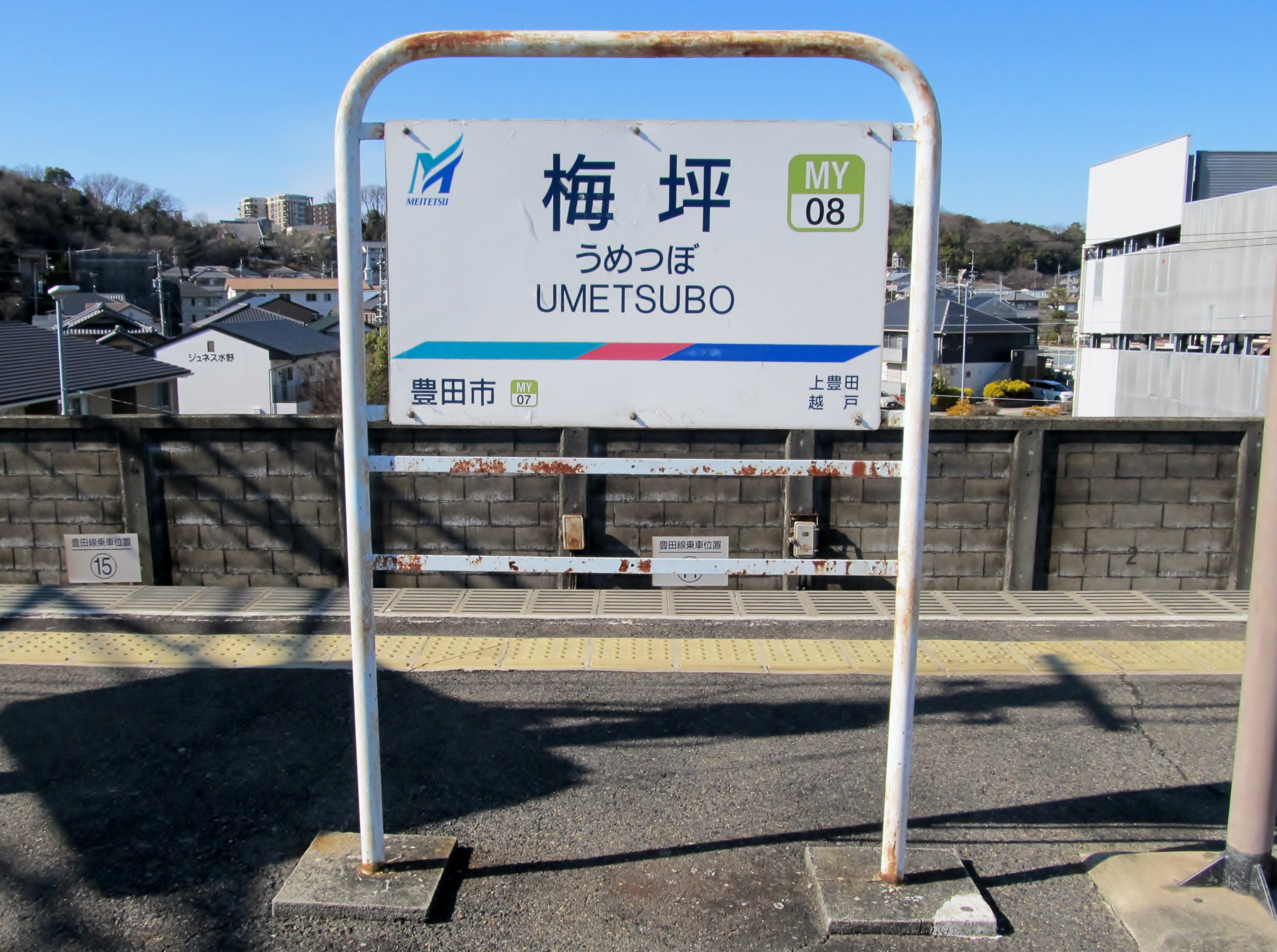
站名牌(2024年2月)
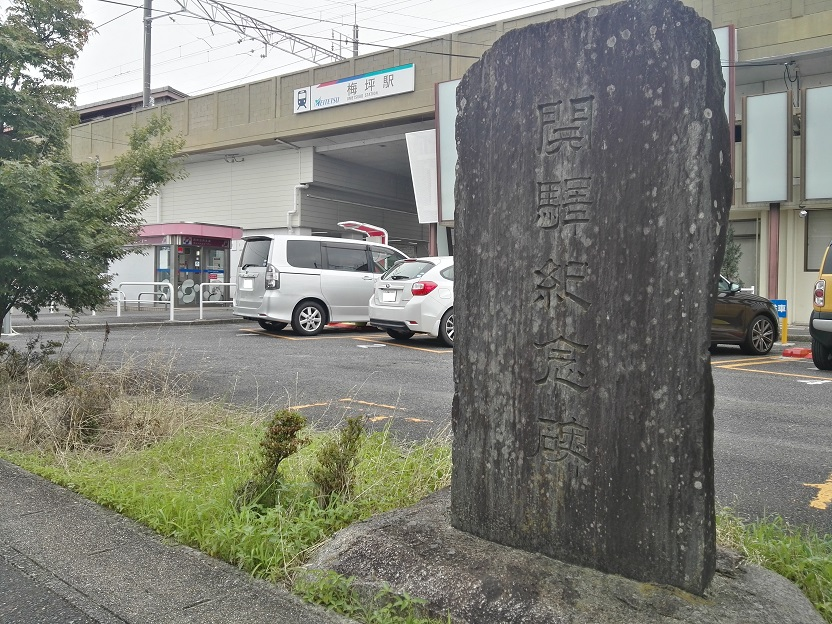
開站紀念碑

### 配線圖
| ← 猿投方向      | 梅坪站 構內配線略圖 | → 豐田市、 知立方向 |
|                 | ↓ 赤池方向          |                     |
| 图例 参考文献： |                     |                     |

## 使用情況
| 年度   | 1日平均 上下車人次 |
| ------ | ------------------ |
| 2003年 | 4,617              |
| 2004年 | 4,532              |
| 2005年 | 4,459              |
| 2006年 | 4,654              |
| 2007年 | 4,994              |
| 2008年 | 5,122              |
| 2009年 | 4,899              |
| 2010年 | 5,188              |
| 2011年 | 5,495              |
| 2012年 | 5,597              |
| 2013年 | 5,678              |
| 2014年 | 5,866              |
| 2015年 | 6,091              |
| 2016年 | 6,242              |
| 2017年 | 6,424              |
| 2018年 | 6,590              |

## 相鄰車站
名古屋鐵道
 三河線（山線）
越戶（MY09）－梅坪（MY08）－豐田市（MY07）
 豐田線
上豐田（TT01）－梅坪（MY08）

### 來源
1. 1 2  清水武. . 鉄道ピクトリアル (電気車研究会). 1971-01, 246: 64.
2. 1 2  太田貴之. . 鉄道ピクトリアル (電気車研究会). 2009-03, 816: 38.
3. 1 2  三河線 路線・駅情報 - 電車のご利用案内 （页面存档备份，存于）、2019年7月14日閲覧
4. 1 2 3  駅時刻表：名古屋鉄道・名鉄バス （页面存档备份，存于）、2018年2月24日閲覧
5. ↑  電気車研究会、『鉄道ピクトリアル』通巻第816号 2009年3月 臨時増刊号 「特集 - 名古屋鉄道」、巻末折込「名古屋鉄道 配線略図」

## 外部連結
- 梅坪 - 名古屋鐵道